# Jésus et la femme adultère

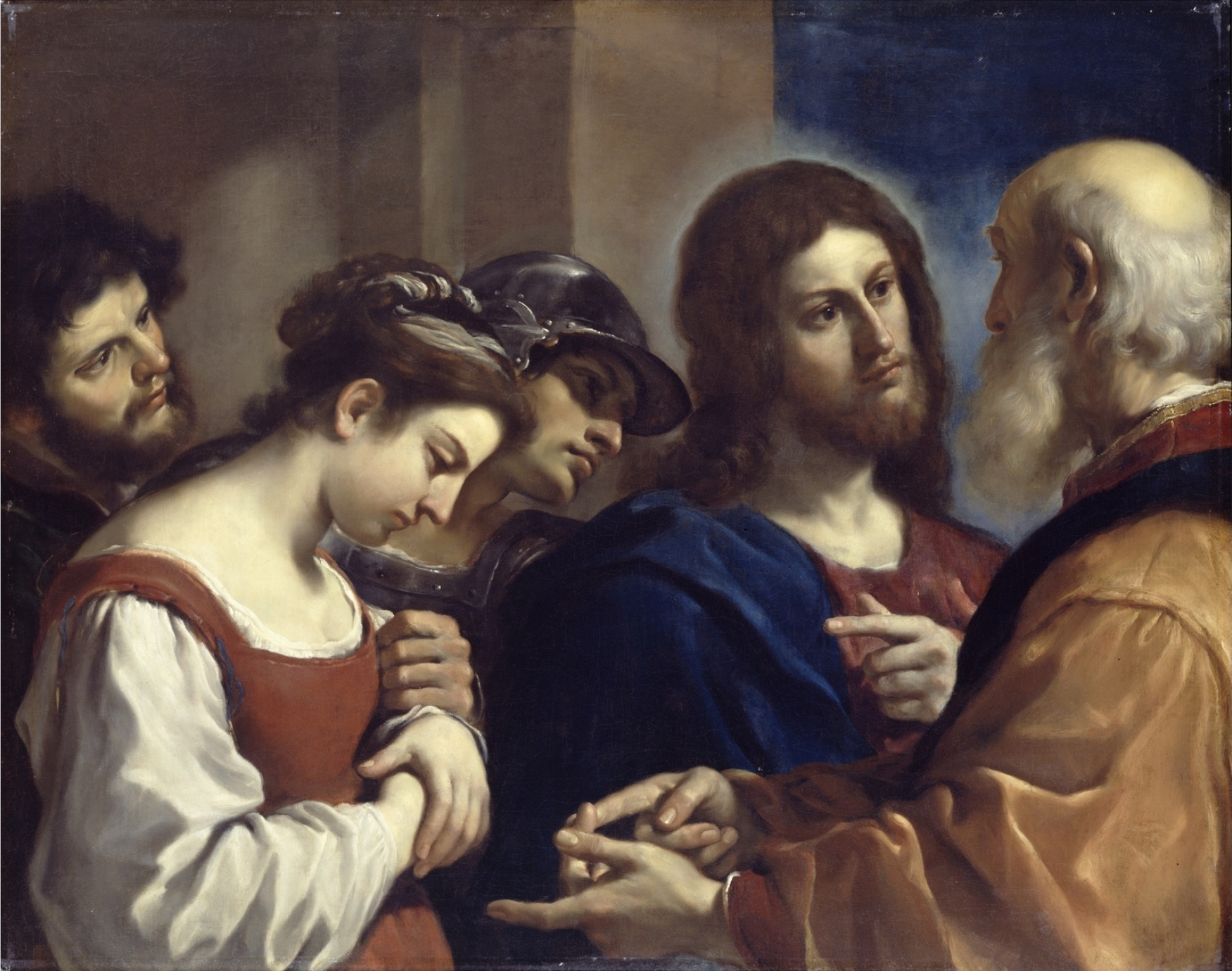
Jésus et la femme adultère, Guercino, 1621 (Dulwich Picture Gallery).

La Pericope Adulterae est le nom traditionnel d'un épisode évangélique (péricope) au sujet d'une femme adultère de l'Évangile selon Jean 8,1-11. Ce passage décrit une confrontation entre Jésus, les scribes et les Pharisiens pour savoir si cette femme, coupable d'adultère, doit être lapidée. Jésus empêche l'exécution et dénonce l'hypocrisie de ses contradicteurs.
L'expression « jeter la première pierre » est tirée de ce passage évangélique,.

## Études des différents Codex

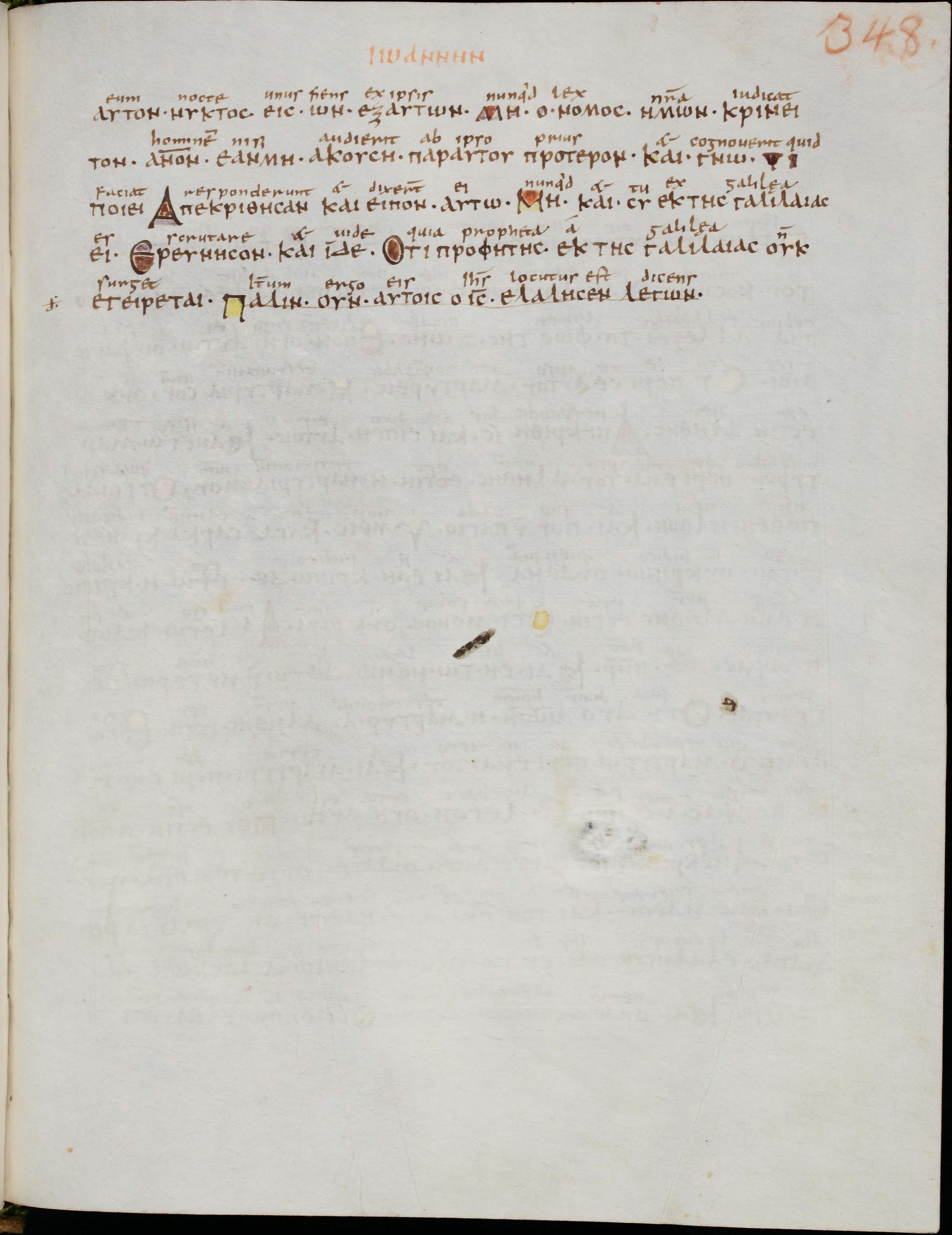
Codex Sangallensis 48 du IXe siècle, auquel il manque la péricope de la femme adultère évangile selon saint Jean 7, 53-8, 11

La péricope ne se trouve pas dans les manuscrits grecs de l'Évangile suivants : Papyrus 66, Papyrus 75, Codex Sinaiticus, Codex Alexandrinus, Codex Vaticanus, Codex Ephraemi Rescriptus, Regius, Petropolitanus Purpureus, Codex Borgianus, Codex Washingtonianus, Codex Monacensis, Codex Macedoniensis, Sangallensis, Codex Koridethi, Athous Lavrensis, Onciale 0141, 0211, 22, 33, 124, 157, 209, 565, 788, 828, 1230, 1241, 1242, 1253, 1333, 1424, 2193, 2768, et beaucoup d'autres manuscrits.
La péricope se trouve en revanche dans les manuscrits suivants : Codex Bezae, Codex Basilensis, {Codex Boreelianus}, Codex Seidelianus I, Codex Seidelianus II, Codex Cyprius, Codex Campianus, Codex Nanianus, Codex Tischendorfianus IV, Codex Petropolitanus, Codex Athos Dionysius, 28, 700, 892, 1009, 1010, 1071, 1079, 1195, 1216, 1344, 1365, 1546, 1646, 2148, 2174, et des manuscrits du texte byzantin.[réf. souhaitée]
La péricope a changé de référence : Familie 1, minuscules 20, 37, 135, 207, 301, 347 (après Jean 21,25); Famille 13 après Luc 24,53; 225 minuscule, qui inclut la péricope après Jean 7,36.

## Variantes textuelles
8,3 – επι αμαρτια γυναικα ] γυναικα επι μοιχεια – D

8,4 – εκπειραζοντες αυτον οι ιερεις ινα εχωσιν κατηγοριαν αυτου – D

8,5 – λιθαζειν ] λιθοβολεισθαι – K Π 

8,6 – ενος εκαστου αυτων τας αμαρτιας – 264

8,6 – μη προσποιουμενος – K

8,7 – ανακυψας ] αναβλεψας – Κ Γ ] U Λ f13 700

8,8 – κατω κυψας – f13

8,8 – ενος εκαστου αυτων τας αμαρτιας – U 700

8,9 – και υπο της συνειδησεως αλεγχομενοι εξρχοντο εις καθ' εις – K

8,9 – εως των εσχατων – U Λ f13

8,10 – και μηδενα θασαμενος πλην της γυναικος – K

8,11 – τουτο δε ειπαν πειραζοντες αυτον ινα εχωσιν κατηγοριαν κατ αυτου – M

## Jésus et la femme adultère dans l'art
- Le Christ et la Femme adultère, peinture de Pieter Brueghel l'Ancien
- Le Christ et la Femme adultère, peinture de Rembrandt
- Le Christ et la Femme adultère, peinture de Giandomenico Tiepolo
- Le Christ et la Femme adultère, peinture de Gabriel Metsu
- Le Christ et la femme adultère, huile sur panneau peint en 1627 par Dirk van Delen. Musée de l'Ermitage à Saint-Pétersbourg
- Le Christ et la Femme adultère, peinture de Valentin de Boulogne
- Le Christ et la femme adultère, 1532, Lucas Cranach l'Ancien, Musée des beaux-arts de Budapest
- Le Christ et la femme adultère, Frans Francken II, huile sur cuivre, Musée Thomas-Henry
- Jésus et la Femme adultère, peinture du Guerchin
- Le Christ et la Femme adultère, vers 1520, peinture du Titien
- La Femme adultère, 1527-1529, peinture de Lorenzo Lotto
- Le Christ et la femme adultère, peinture de Nicolas Poussin
- La Femme adultère, vers 1724 de Sebastiano Ricci, Royal Collection[3]
- Le Christ et la pécheresse , peinture de Vassili Polenov
- La Pécheresse (Siemiradzki), peinture de Henryk Siemiradzki
- Le Christ et la Femme adultère, 1730–1740 de Giambattista Pittoni, Museums Sheffield[4]

Jésus et la femme adultère dans la peinture
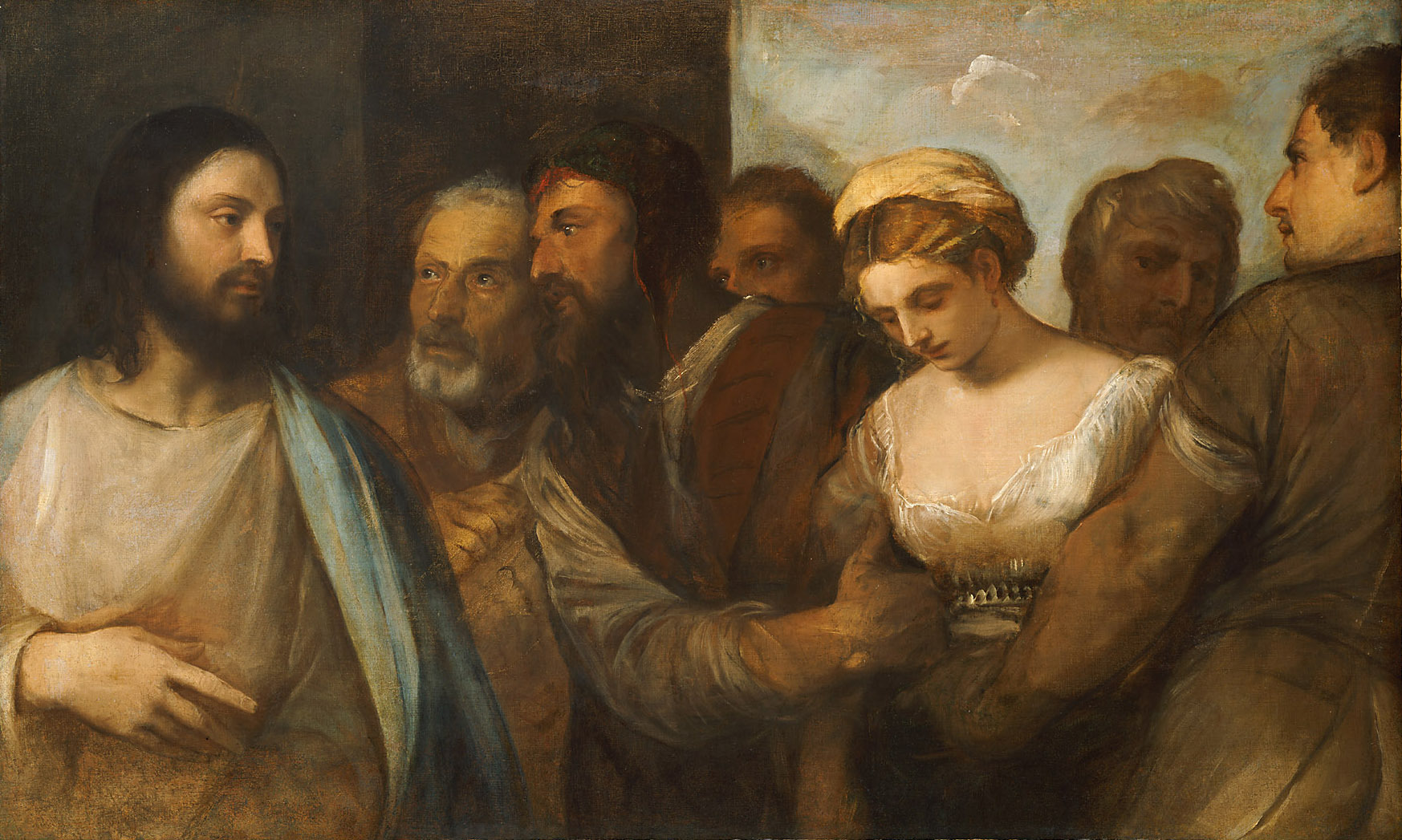
Titien (1512-1515)
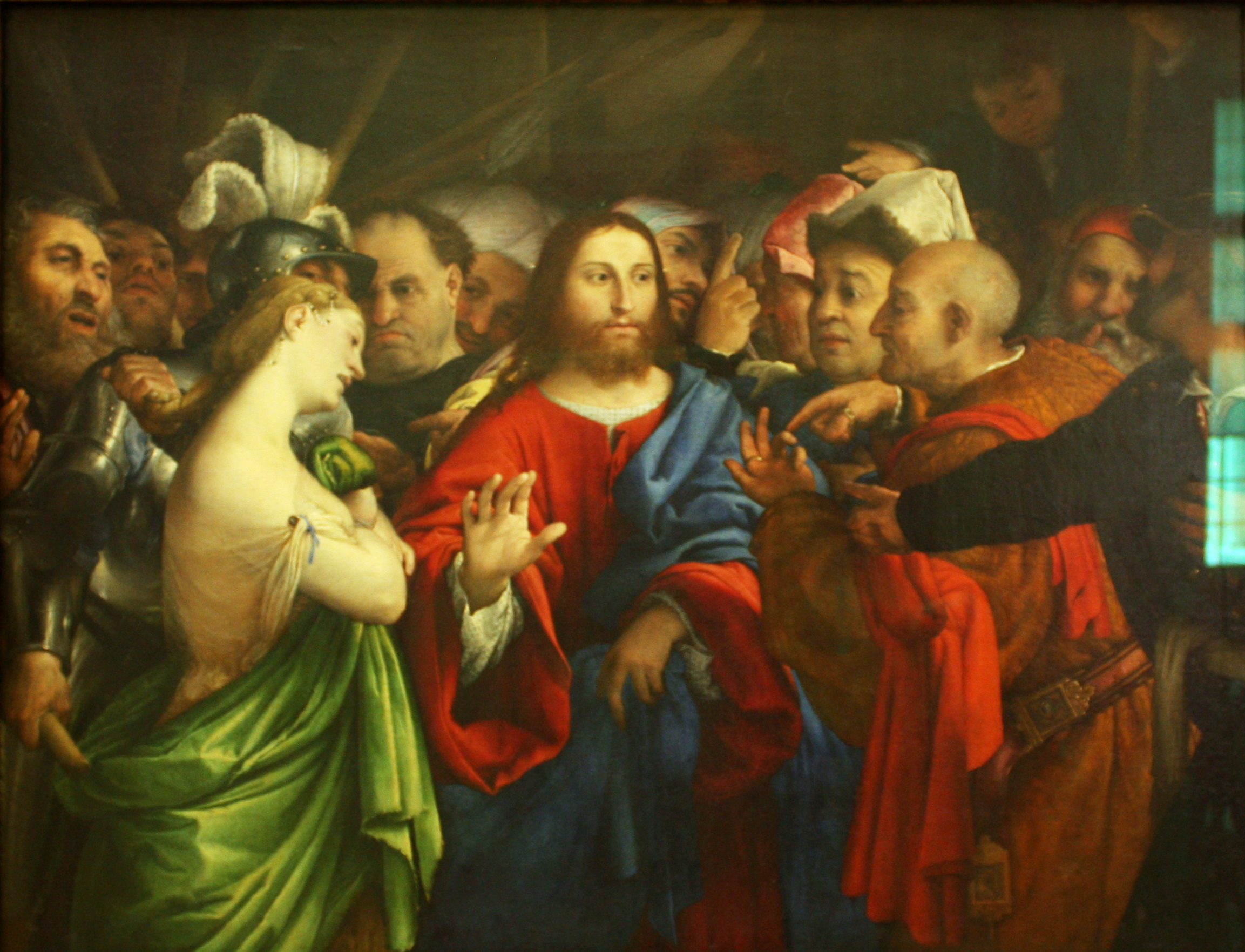
Lorenzo Lotto (vers 1520) musée du Louvre
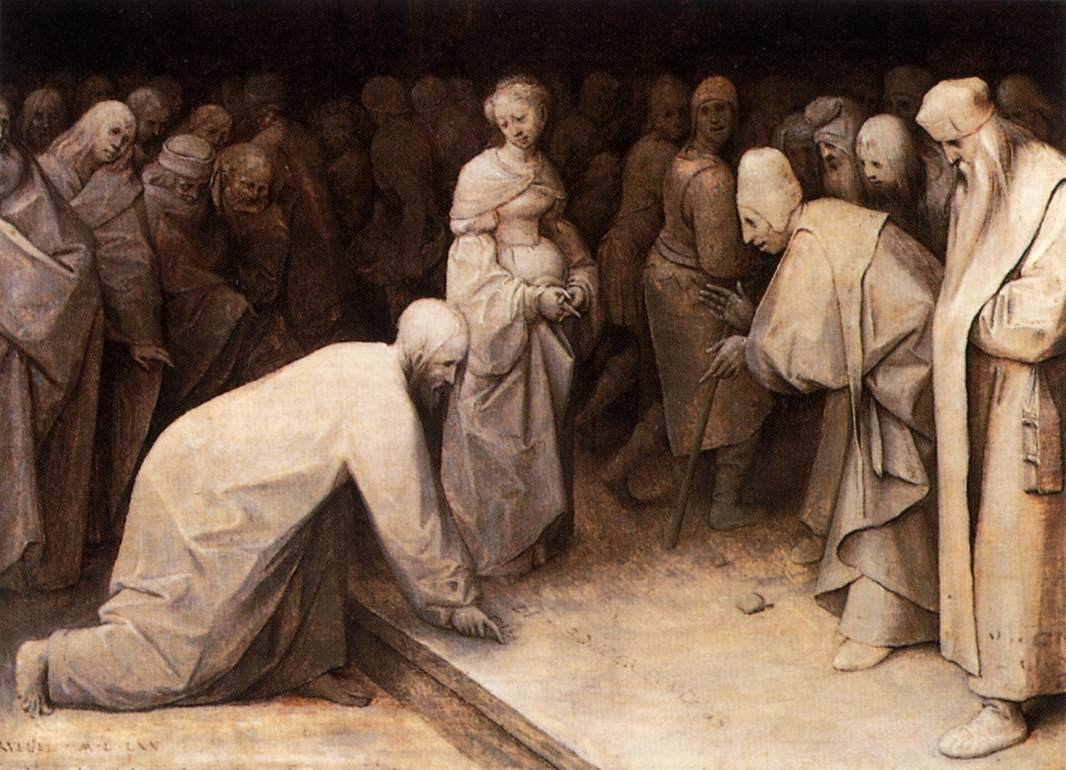
Brueghel (1565)
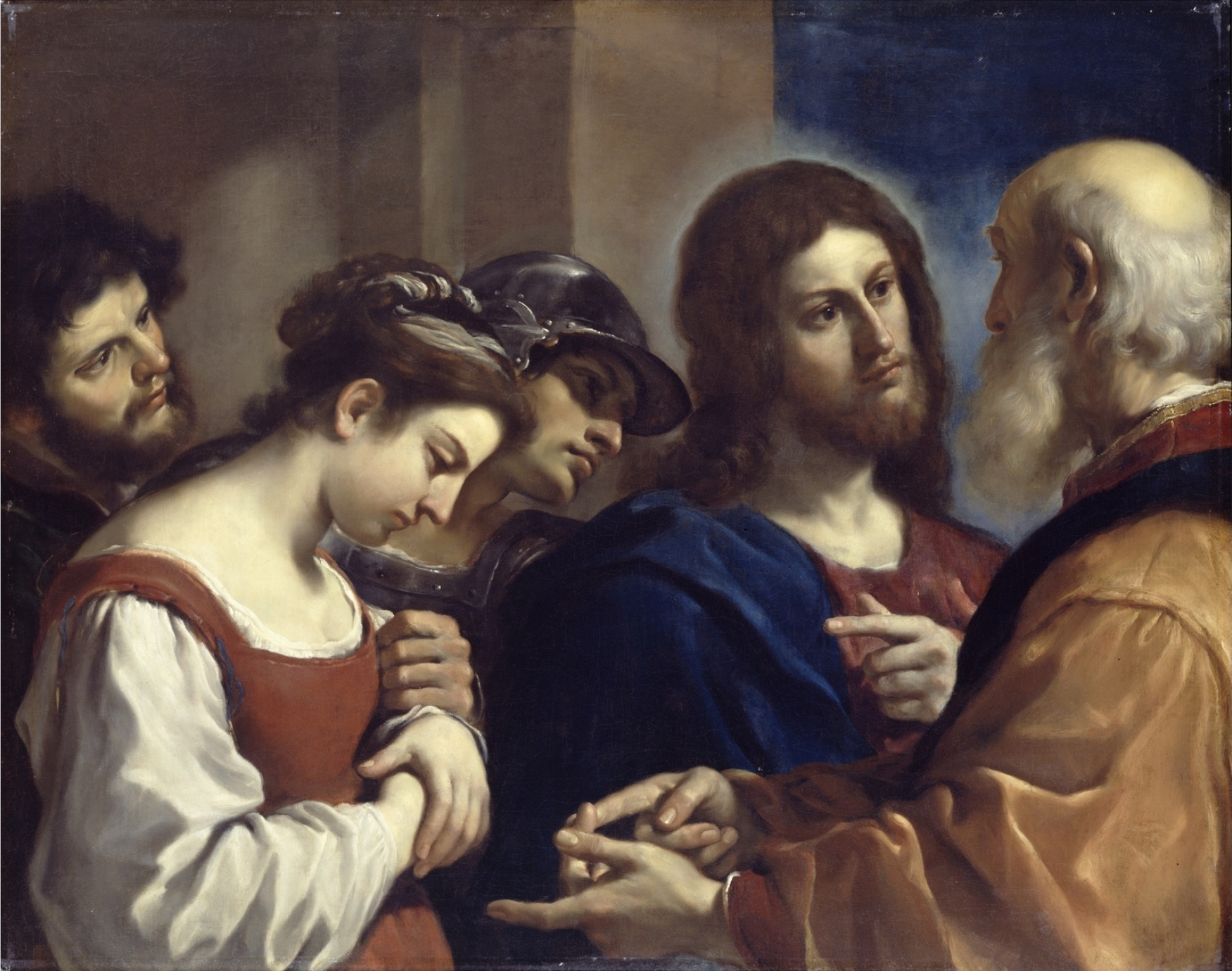
Le Guerchin (vers 1620)
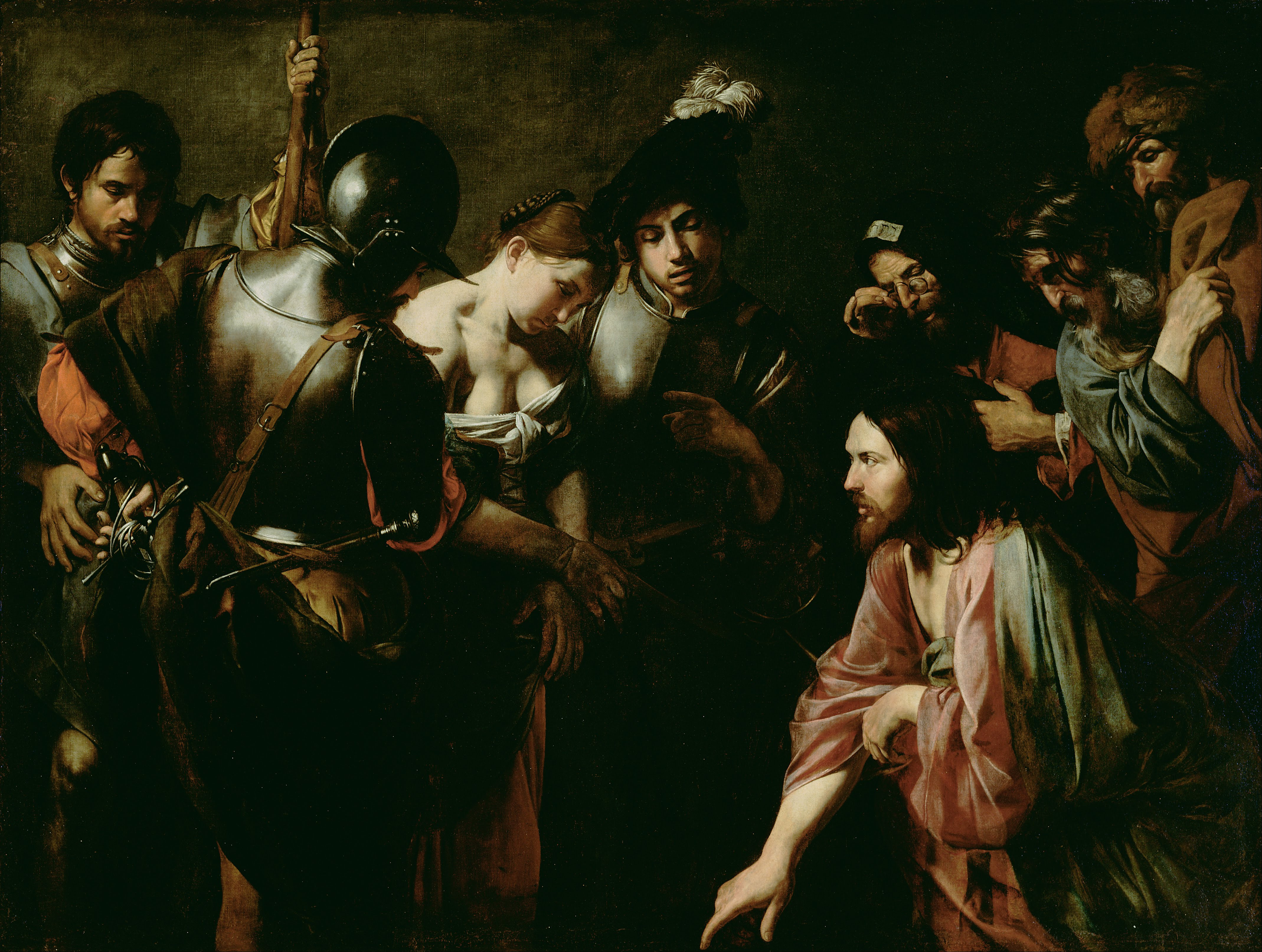
Valentin de Boulogne (vers 1620)
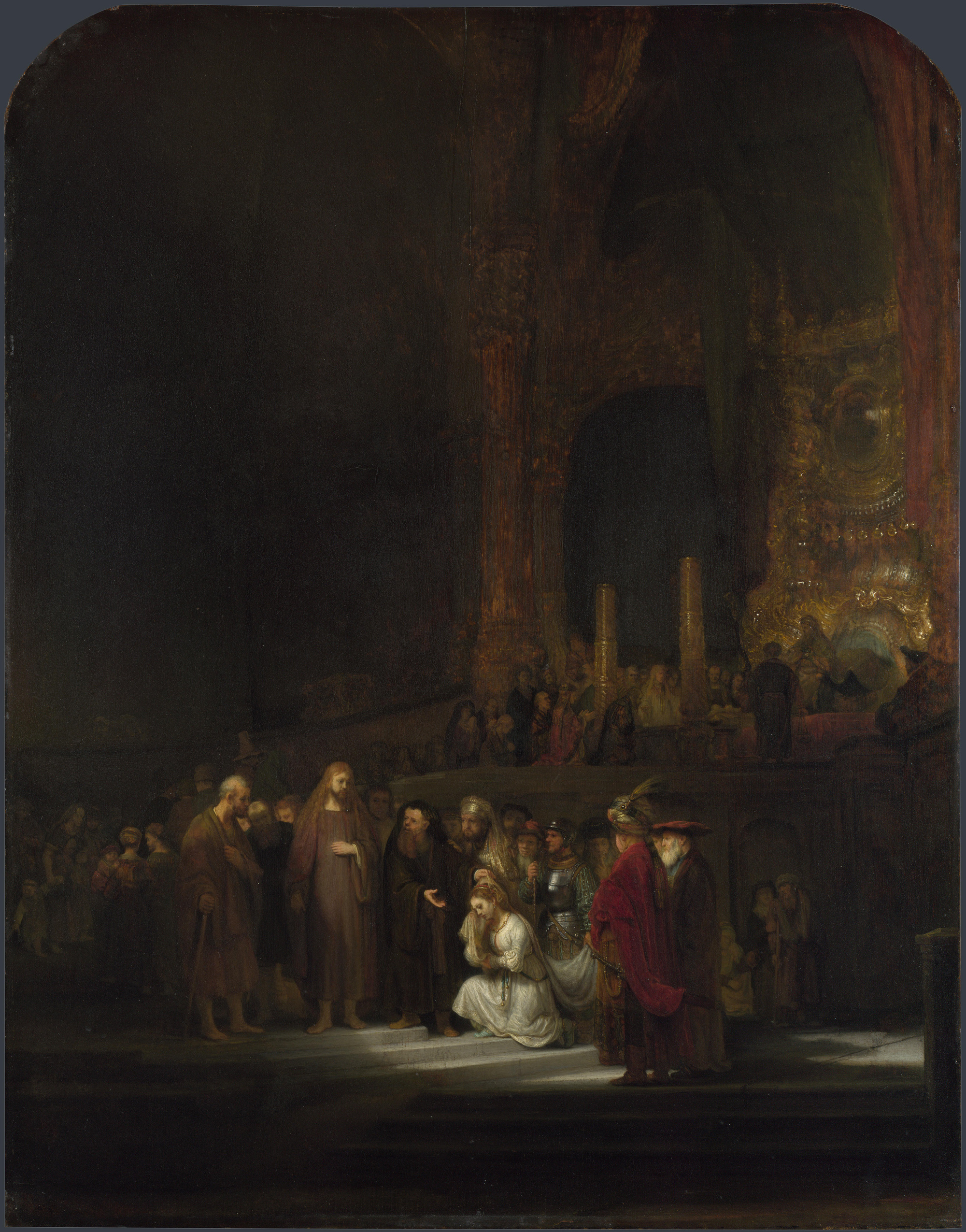
Rembrandt (1644)
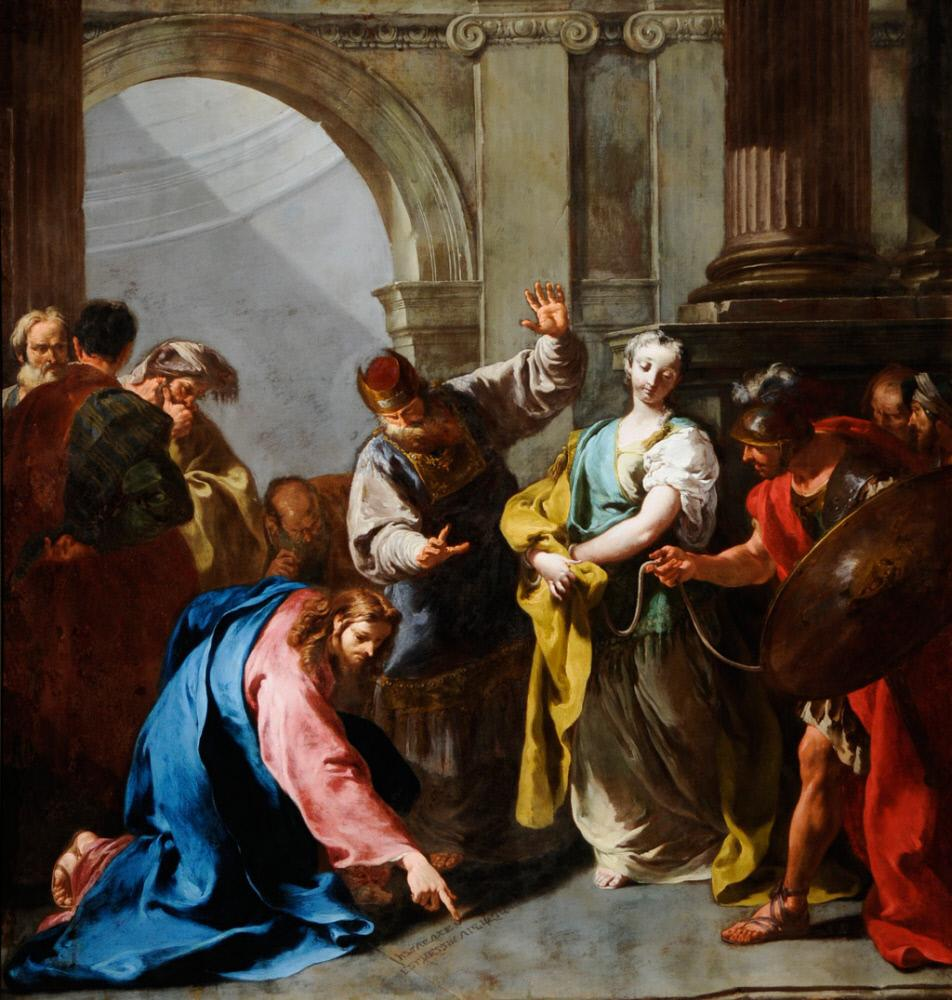
Giambattista Pittoni (1730–1740)
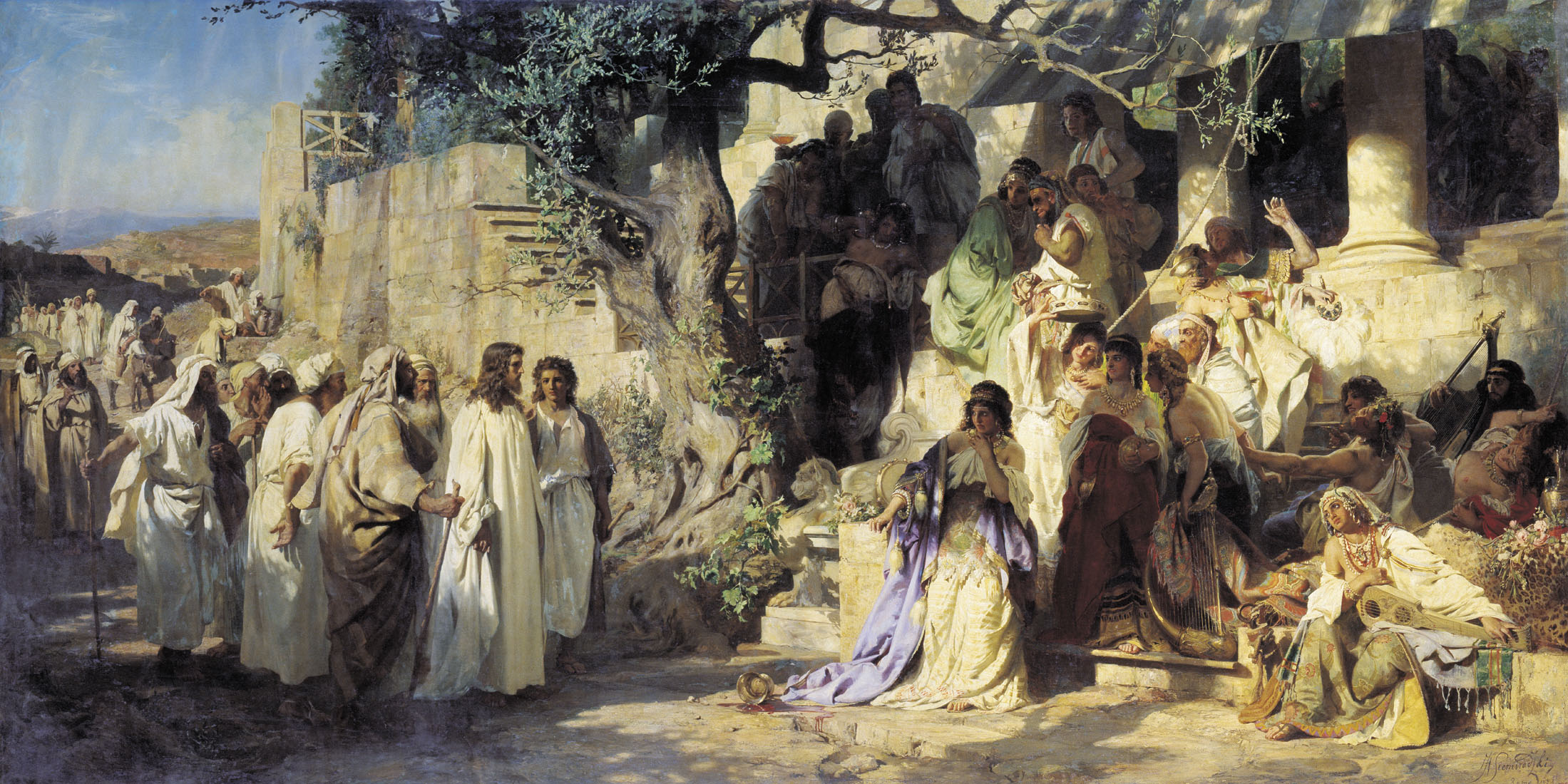
Henryk Siemiradzki (1873)
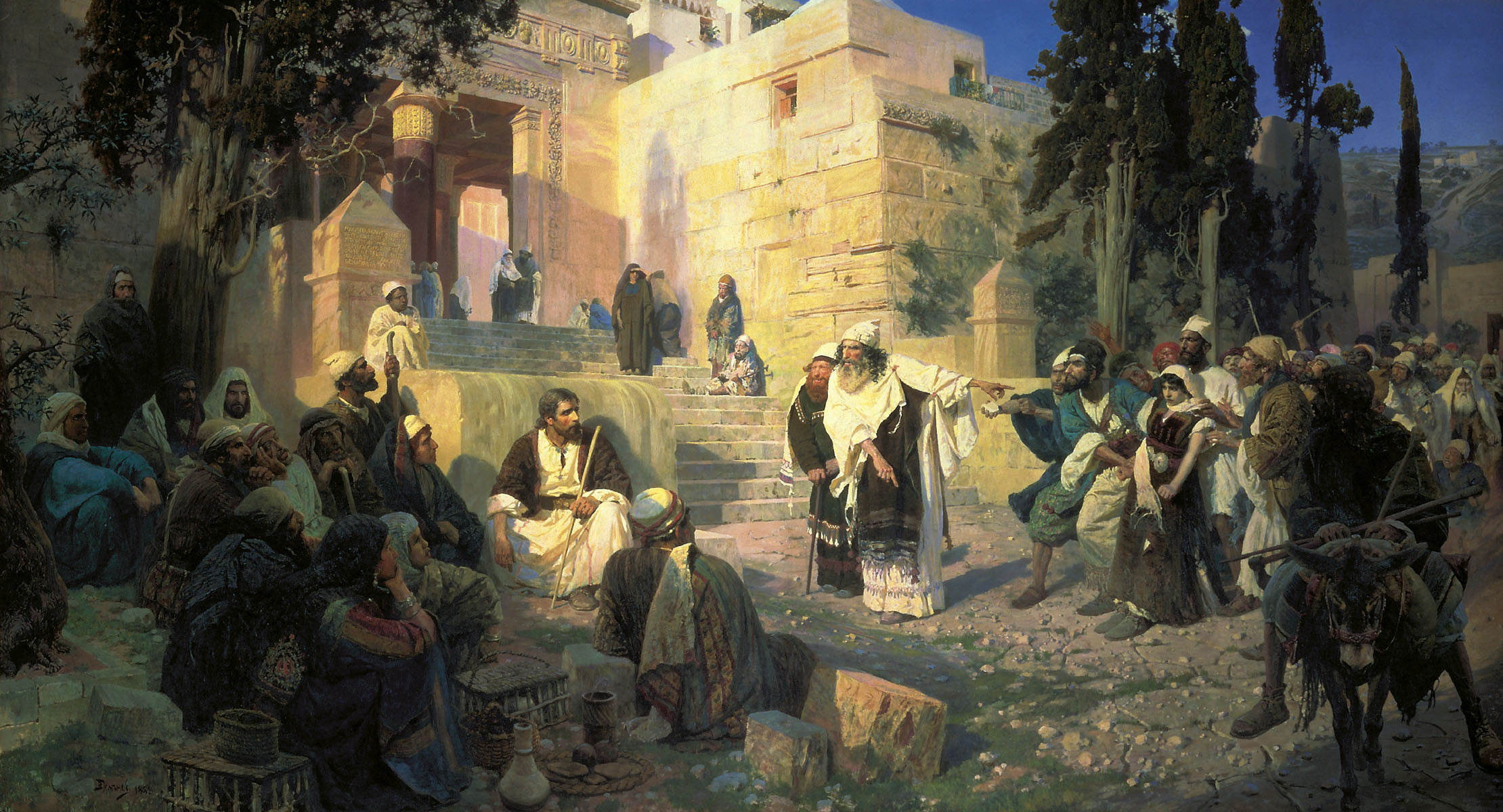
Vassili Polenov (1888)

## Musique
- Louis-Nicolas Clérambault : L'Histoire de la femme adultère, Oratorio, opus 191